# Willow Creek (Alaska)
Willow Creek è un piccolo centro abitato dell'Alaska centro-meridionale (Stati Uniti d'America). In realtà secondo l'amministrazione degli Stati Uniti d'America è definita CDP, ossia Census-designated place (non ha una forma di amministrazione legalmente riconosciuta) del Census Area di Valdez-Cordova appartenente al Unorganized Borough (vedi Borough e Census Area dell'Alaska).

## Geografia fisica
La cittadina è situata a 151 km da Valdez lungo l'autostrada Richardson (Richardson Highway). Si trova sull'intersezione con l'autostrada Edgerton (Edgerton Highway) che collega Chitina con il resto dell'Alaska. A est è contornata dai monti Wrangell (Wrangell Mountains), a nord dalla catena dell'Alaska orientale (Alaska Range) a ovest da un gruppo di laghi, il lago Klutina (Klutina Lake) è il lago Tazlina (Tazlina Lake), mentre a sud si trovano i monti Chugach (Chugach Mountains). Nell'area comunale scorre il fiume Copper (Copper River) che segna anche il confine orientale dell'area e un piccolo lago (Willow Lake).
Secondo l'Ufficio del censimento degli Stati Uniti d'America (United States Census Bureau) Willow Creek ha una superficie di 105 km{\displaystyle ^{2}} (di cui 103 km{\displaystyle ^{2}} è terrestre; la percentuale di acqua è quindi del 1,95%) e una popolazione di 191 (secondo il censimento del 2010).

## Clima
La zona climatica è più o meno simile alla vicina cittadina di Copper Center, a pochi chilometri di distanza, quindi è prevalentemente continentale con lunghi inverni freddi ed estate relativamente calde. In gennaio la temperatura media inferiore è di circa - 30 °C (- 50 °C in casi eccezionali), mentre a luglio quella media superiore è di quasi 25 °C. In inverno non nevica molto.

## Storia
L'area di Willow Creek fin dai tempi storici è stata frequentata dai nativi in lingua "Ahtna Athabascan" (le date dei primi ritrovamenti archeologici variano tra i 7.000 ai 5.000 anni fa). In tempi moderni la cittadina è stata fondata all'inizio del '900 in concomitanza alla costruzione dell'autostrada Richardson.